# 嘉佳卡通卫视
广东广播电视台嘉佳卡通频道（简称广东嘉佳卡通卫视、嘉佳卡通，内部备案名：广东广播电视台嘉佳少儿频道）是广东广播电视台拥有的一条少儿频道，于2007年3月17日正式开播，并于2009年11月27日上星播出，是广东省首家、全国第四家卫星动画频道，也是国内五大卡通卫视之一（卡酷少儿卫视、哈哈炫动卫视、嘉佳卡通卫视、优漫卡通卫视、金鹰卡通卫视）。

## 历史
该频道原名广东电视台嘉佳卡通频道，于2006年2月14日经国家广播电影电视总局批准筹建，2006年9月16日试播，2007年3月17日在广州长隆国际大马戏剧场举行开播庆典仪式，是广东省首个专业动画频道，覆盖范围包括广东、广西两省区。2009年11月27日获国家广电总局批准上星播出，并更名为“嘉佳卡通卫视”，成为国内第四家上星的卡通频道。
2010年3月，广东奥飞动漫以9000万元收购广东嘉佳卡通影视有限公司60%股权（2020年因政策原因减持至44%，广东广电旗下广东金视资产增持至51%），拥有“嘉佳卡通卫视”三十年经营权，是中国大陆第一家由动漫企业运营的卡通卫视。
从2018年起，嘉佳卡通卫视品牌升级，以“亲子陪伴 魔力嘉佳”为全新口号，力争输出品牌“会玩”气质，将全年分为“趣玩季”“疯玩季”“酷玩季”三个主题季，重磅打造4档季播栏目、4项品牌赛事、3场晚会以及公益项目，内容涵盖了品牌个性+、影响力+、裂变+、温度+、产业+，五大维度，打造七大品牌动画剧场，优享奥飞IP宇宙，联手国内外最知名动画公司等。
2019年12月13日，因广东广播电视台全部电视频道统一台标，该频道的台标改为“红色“广”字+嘉佳卡通”，原嘉佳卡通独立台标转成二级标志，但有时宣传片上出现的是老版标识的跑马（现已停用）。
2020年10月15日，嘉佳卡通卫视台标和播出画面改为16：9，同时实施高标清播出（高清频道已在iptv上架）。
2021年7月，广东广播电视台整合两大频道（既嘉佳卡通和广东少儿）的少儿节目及教育产业资源和一个数字付费频道（广东现代教育频道）、任永全工作室及广东广播电视台教育中心，组建嘉佳少儿频道（部门），嘉佳少儿将完成少儿和教育垂类的聚合，更好的展现出少儿媒介的高集中度、聚合力和发动力。
2024年1月，广东广播电视台嘉佳少儿频道顺利通过“全国维护青少年权益岗 ”复核，成为获此殊荣的省级少儿卡通频道。

## 主持人
- 龙虾哥哥（罗威旭）
- 桃子姐姐（李佳桐）

### 没合并嘉佳少儿频道部门之前（主持人）
- 海豚哥哥（叶廷锋）
- 樱桃姐姐（陈丽茄）
- 鲨鱼哥哥（唐一博）

### 已离职
- rocky（黄毅）
- 刘娟（娟子）
- 古一彤
- 方芳
- 小熊姐姐（熊艳）
- 牛奶哥哥（罗磊）
- 雪糕姐姐（迟雪娇）
- 鹿鹿姐姐（刘璐）
- 樱桃姐姐（蒋云）
- 金鱼姐姐（刘芯怡，已跳槽至广东卫视）
- 喵喵姐姐（傅梦涵）
- 绵羊姐姐（翁小晶）
- 苹果姐姐（吴玉媛）
- 章鱼哥哥（王梓兆）（前嘉佳少儿节目部主任、制片人）
- 珊瑚姐姐（王婵）
- 金鱼姐姐（梁毓艺）
- 柠檬哥哥（崔兴宇）
- 草莓姐姐（叶爱琪）
- 橙子姐姐（王梦幽兰）

## 主要栏目
- 童心在线（已停播）
- 聪明宝乐园（已停播）
- 幼教乐园（已停播）
- 酷比气象站（已停播）
- 快乐育儿学堂（已停播）
- 音乐涂鸦乐园（已停播）
- 方特大世界（已停播）
- 健康宝贝（已停播）
- 宝贝天团（季播节目，已停播）
- 全家去哪儿（已停播）
- 全家一起看（已停播）
- 全家一起上（已停播）
- 辣妈育婴坊（已停播）
- 嘉佳淘淘榜（已停播）
- 童梦前行（已停播）
- 我的学校我骄傲（已停播）
- 嗨！小喇叭
- 加速前进（已停播）
- 大玩家特搜队
- 嘉佳全能星
- 拜见师父（季播节目，已停播）
- 新声有范（与江苏优漫卡通卫视同播）
- 美味时光（季播节目，已停播）
- 嘉佳剧场（也会时段在凌晨播出，不定期，主要播放抗战题材电视剧）
- 咿呀咿呀（曾经在上海台炫动卡通卫视和哈哈少儿频道） （2019年起改为哈哈炫动卫视播映）
- 湾区少年说
- 非遗少年行
- 宝贝的第一桶金
- 五月的花海（专题节目）
- 大咖风云会
- 嘉有小戏精
- 趣游记
- 嘉有博物馆
- 蕃尼蕃尼之嘉有好朋友（与优酷少儿联合制作）
- 趣游大湾区
- 红领巾爱广东

## 收视范围
嘉佳卡通卫视有线电视网络覆盖范围有广东省、河北省、湖北省、福建省、四川省、贵州省、山东省及西藏自治区拉萨市。三大运营商（移动、联通、电信）IPTV覆盖全国三十个省份及自治区，总用户数3.22（亿户），收视人口突破9.18亿。

## 播出动画片

### 国产动画 (包括港澳动画)
- 喜羊羊与灰太狼系列
- 开心宝贝系列（开心超人联盟系列）
- 黑猫警长
- 熊出没系列
- 虹猫蓝兔系列
- 大头儿子和小头爸爸
- 巴啦啦小魔仙
- 麥兜当当伴我心
- 蓝猫淘气三千问
- 新成龙历险记
- 果宝特攻
- 肥猫瘦狗精灵鼠
- 济公传奇
- 神兽金刚
- 小鲤鱼历险记
- 猪猪侠
- 火力少年王
- 图腾领域
- 洛洛历险记
- 快乐星猫
- 功夫星猫
- 美猴王
- 西游记
- 精灵世纪
- 电击小子
- 福五鼠系列
- 憨八龟的故事
- 猛兽侠
- 神厨小福贵
- 翼飞冲天系列
- 大耳朵图图
- 葫芦兄弟
- 棉花糖与云朵妈妈
- 萌鸡小队
- 小凉帽
- 量子战队之恐龙守护
- 变形联盟

### 国外动画
- Ben 10
- Ben 10 外星英雄
- Ben 10 终极英雄
- 猫和老鼠
- 小小汤姆与杰利 （以“猫和老鼠”名义）
- 湯姆杰利小故事 （以“猫和老鼠”名义）
- 哆啦A梦
- 小公主苏菲亚
- 飞哥与小佛
- 爱探险的朵拉
- 飞天小女警
- 飞天小女警Z
- 憨豆先生
- 海绵宝宝
- 麥兜当当伴我心
- 托马斯和他的朋友们
- 成龙历险记
- 名侦探柯南
- 蓝精灵 (动画)
- 聪明的一休
- 星际宝贝
- 米奇妙妙屋
- 星际恐龙
- 七龙珠
- 海贼王
- 火影忍者
- 贝肯熊
- 海底小纵队
- 小猪佩奇

## 争议

### 嘉佳卡通与亚伊文化打官司事件
2021年12月13日，亚伊文化负责人陈雅珺女士在微博上发布：“这个事情已经1年了，在这一年我们也花了不少钱和嘉佳卡通打官司，不为别的，就为了这口气，一个这么大的公司，一个作为亲子电视台，可以这样去欺负一个小公司，就因为你们是政府扶持单位，因为你们有关系就可以这样明目张胆去骗我们钱吗？内容有点长，我文笔也不好，我只是想把这个事情说清楚给大众看看，我们是如何给他们一路套路，免费她们做嫁衣之外，给了所有成本，没赚钱还反要给她们20多万的，这个事情我会一直维权到底，既然法律不公，我只能在占用公共资源寻求维权”引发热议。
随后在12月20日，嘉佳卡通卫视官方微信公众号上发来声明：本公司与亚伊文化与2020年11月就举办“2020嘉佳年度时尚盛典”事宜达成合作，随后亚伊文化在本次合作中丝毫不遵守契约精神，严重违反诚实信用守则，亚伊文化遭遇严重失信。

## 网站
- 嘉佳卡通节目表 （广东广播电视台荔枝台）网站（页面存档备份，存于）
- 嘉佳卡通收看直播网站（荔枝台）（页面存档备份，存于）